# V всемирный конгресс эсперантистов

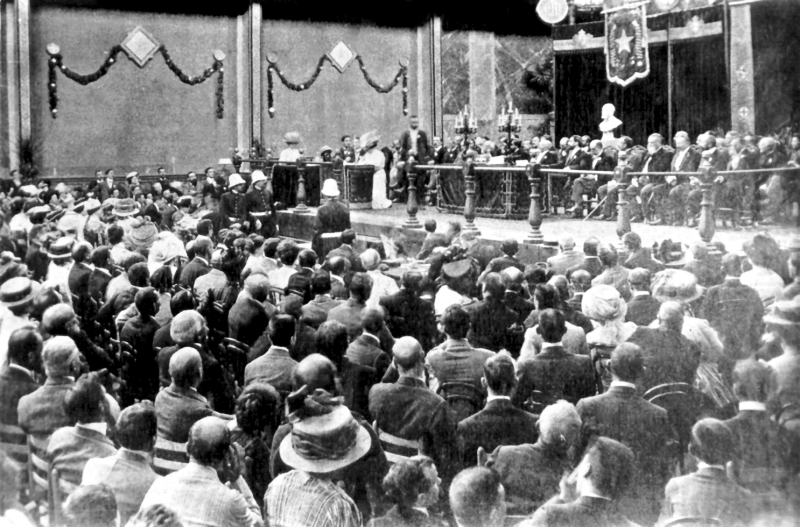
Торжественное открытие конгресса

V Всемирный конгресс эсперантистов был проведён в испанском городе Барселоне с 6 по 11 сентября 1909 года; в нём приняли участие 1287 эсперантистов из 32 стран. Президентом конгресса был испанский писатель и эсперантист Фредерик Пухула-и-Валлес, а почётным президентом — король Испании Альфонсо XIII, который оказал поддержку эсперанто-движению, лично принял Л. Заменгофа, и в ознаменование заслуг Заменгофа присвоил ему титул Командора Ордена Изабеллы Католической. После конгресса, в 1911 году правительство Испании официально разрешило преподавать эсперанто в учебных заведениях страны, начиная с университета Мадрида.
Основными вопросами повестки дня конгресса были: создание национальных эсперанто-организаций, финансирование, работа Академии эсперанто. По инициативе французского эсперантиста Армана Берланда на конгрессе была создана Международная ассоциация эсперантистов-железнодорожников.
Культурная программа конгресса включала в себя представление на эсперанто пьесы «Тайна боли» (эсп. Mistero de doloro) Адриа Гуаля, перевод на эсперанто и режиссура Фредерика Пухула-и-Валлеса.
Незадолго до конгресса, в июле 1909 года, в Каталонии произошли события, вошедшие в историю под названием «Трагическая неделя» — вооружённые выступления анархистов и социалистов, подавленные правительственными войсками, которые привели к смене правительства. Эти события отражены в испанском фильме «Сожжённый город» 1976 года, в котором есть эпизод с участием рабочих-анархистов, которые изучают эсперанто.